# Deinonychus
Deinonychus (greacă "groaznic" și ὄνυξ, genitiv ὄνυχος ", cu gheare δεινός") a fost un gen de carnivore dromaeosaurid dinozaur. Există o specie descris Deinonychus antirrhopus. Acest contor 3.4 (11 ft) dinozaur lung a trăit în timpul începutul Cretacicului Perioada, aproximativ 115-108 de milioane de ani în urmă (de la mijlocul Aptian la începutul anului Albian etape). Fosilele au fost recuperate din SUA state din Montana, Wyoming, și Oklahoma, în roci de Formare Cloverly și Formare Antlers, deși dinti care poate să aparțină Deinonychus au fost gasite mult mai departe spre est, în Maryland.